# سینه‌زغالی سینه‌سبز
سینه‌زغالی سینه‌سبز (نام علمی: Anthracothorax prevostii) نام یک گونه از سرده سینه‌زغالی است.